# 心の中にきらめいて
心の中にきらめいて（こころのなかにきらめいて）は、日本の合唱曲。作詞は田崎はるか、作曲は橋本祥路。

## 概要
岡山県中学校吹奏楽連盟40周年記念の委嘱作品として1998年に発表された。
中間部に、ベートーヴェンのピアノソナタ第8番「悲愴」の第2楽章のメロディーが使われている。歌詞は学校生活の思い出を歌ったものであり、小中学校の卒業式などで歌われることが多い。
演奏形態は同声二部合唱、混声三部合唱、混声四部合唱があり、4分の4拍子の曲。

## 参照元
1. 1 2  心の中にきらめいて